# Torre de Can Nadal
La Torre de Can Nadal és una torre de guaita i defensa de Vilassar de Mar (Maresme) protegida com a bé cultural d'interès nacional. És l'única que resta de les tres que hi havia a l'antic Veïnat de Mar de Vilassar (les altres eren les de Can Mir i la de Can Brufau que protegien altres dos masos). No han delimitat mai cap recinte emmurallat sinó que van ser tres torres de guaita i defensa aïllades.

## Descripció
Es tracta d'un edifici civil, una torre cilíndrica de planta circular amb corsera. Consta d'una planta baixa i tres pisos. Comunica directament amb la casa de Can Nadal, que té un façana reformada al segle xix, a través d'un petit pont a l'altura del primer pis. Conserva algunes espitlleres i una finestra gòtica de tipus conopial. Destaca el coronament de la torre, una sèrie de matacans que l'envolten. Està molt ben conservada.

## Història
La Torre d'en Nadal va ser edificada el 1551 per la família Sala. Se sap l'any d'inici de les obres perquè s'ha conservat el document en què es demana el permís per edificar-la.
És fruit de la necessitat urgent de protegir-se, ja que s'ha documentat un atac dels pirates nord-africans l'any anterior, en que feren presoner un fill de Can Lledó de Mar. La documentació diu que l'atac fou al ‘Rial del Pou’ que ha estat identificat amb l'actual carrer de Sant Joan, o la zona propera, per tant en l'incipient nucli del ‘Veïnat de Mar’ de Vilassar.
La família Sala era de Vallromanes, eren pagesos benestants que combinaven l'agricultura amb una activitat industrial important; la fabricació de vidre. Tenien un forn a la mateixa casa de Vallromanes i venien les produccions a Barcelona. Van ser uns dels líders de les revoltes remences del segle xv.
Els Sala havien adquirit el forn de vidre de Vilassar el 1548 a la família Reig d'Argentona. Sembla que els Reig havien edificat el forn cap al 1530 en una peça de terra sota domini de la rectoria de Caldes d'Estrac per fugir dels dominis senyorials del castell de Vilassar. Per tant, un cop comprat el forn, (cal entendre que estava dins la casa que avui es coneix com a Can Nadal) el primer que feren fou fortificar-lo amb la construcció d'aquesta torre adossada a la casa.
La casa fou adquirida a mitjan segle xvii pels Nadal, que van ser hostalers, i d'aquí n'ha quedat el nom.